# Sulenus
Sulenus is een kevergeslacht uit de familie van de boktorren (Cerambycidae). De wetenschappelijke naam van het geslacht werd voor het eerst geldig gepubliceerd in 1872 door Lacordaire.

## Soorten
Sulenus omvat de volgende soorten:
- Sulenus humeralis Lacordaire, 1872
- Sulenus macrophthalmus Breuning, 1954
- Sulenus vadoni Breuning, 1957